# Zoom digital

Efeito de zoom.

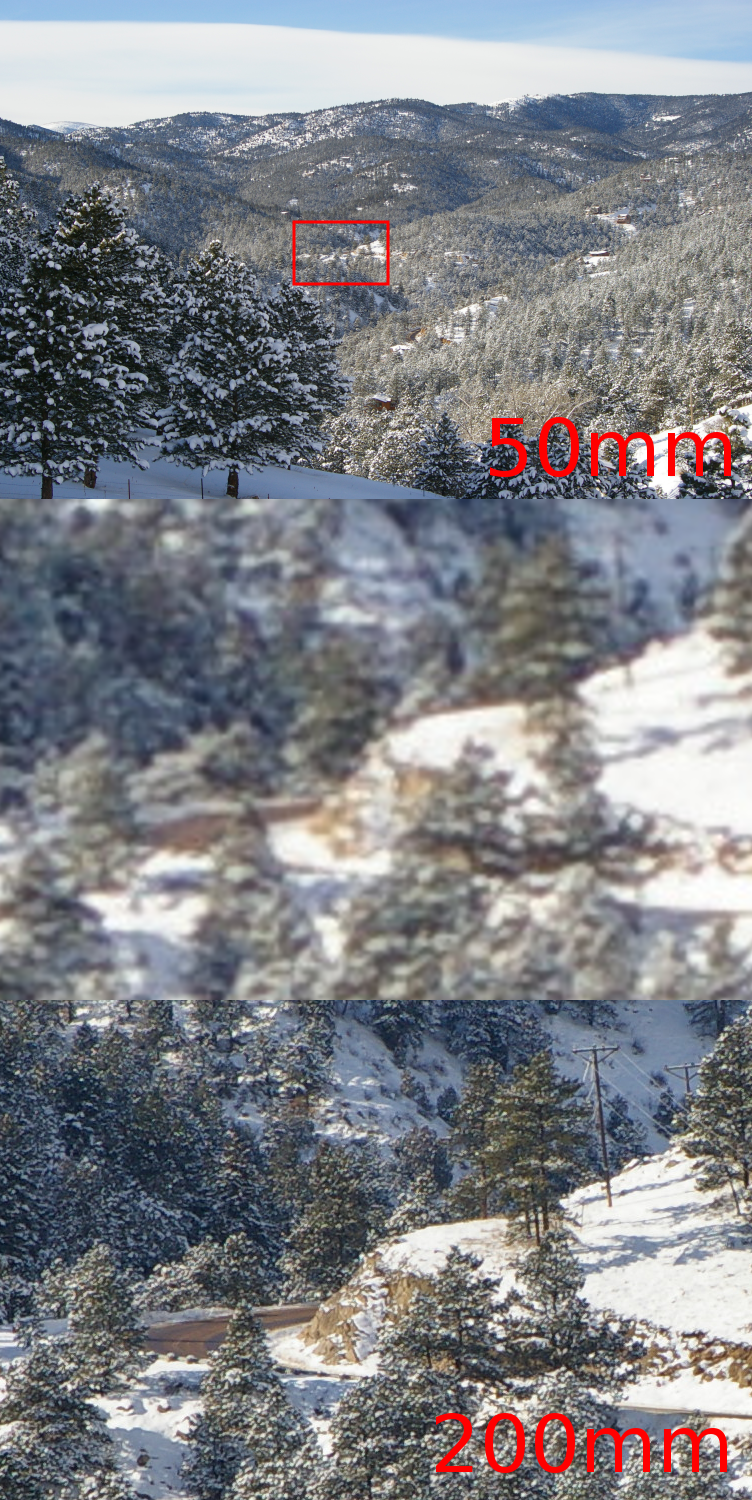
O zoom digital foi usado para criar a foto do meio a partir da foto de cima. A qualidade da imagem foi perdida. No entanto, não há perda de qualidade com o zoom óptico da lente na foto de baixo. Normalmente, o zoom digital não está disponível até que o zoom óptico se esgote.

O zoom digital é um método para diminuir o ângulo de visão preciso de uma fotografia ou vídeo digital. Isso é feito cortando a imagem para uma área com a mesma proporção da original e ampliando- a para as dimensões da original. O zoom digital pode ser aprimorado por algoritmos computacionalmente caros que às vezes envolvem inteligência artificial.

## Limite de zoom não-deteriorado
Uma câmera com zoom óptico pode ser ampliada até seu limite óptico, e um zoom adicional às vezes é permitido pelo zoom digital. O zoom digital utiliza a área central da imagem óptica para ampliá-la. Ao reduzir o tamanho da imagem, o zoom digital ocorre sem deterioração da imagem de saída, e algumas câmeras possuem um modo de "imagem não deteriorada" ou um indicador de deterioração da imagem.  
A tabela abaixo mostra o limite de zoom não-deteriorado para alguns tamanhos de imagem em megapixels (MP) de uma câmera específica com zoom óptico de 24x e zoom digital de 4x para sua capacidade máxima:
| Tamanho da imagem | Fator de zoom máximo | Limite de zoom não-deteriorado | Ampliação do zoom digital |
| ----------------- | -------------------- | ------------------------------ | ------------------------- |
| 16MP              | 96,0×                | 24,0×                          | 1,0×                      |
| 10MP              | 121,2×               | 30,2×                          | 1,3×                      |
| 5MP               | 172,8×               | 43,2×                          | 1,8×                      |
| 3MP               | 215,5×               | 54,0×                          | 2,25×                     |
| VGA               | 382,6×               | 172,8×                         | 7,2×                      |

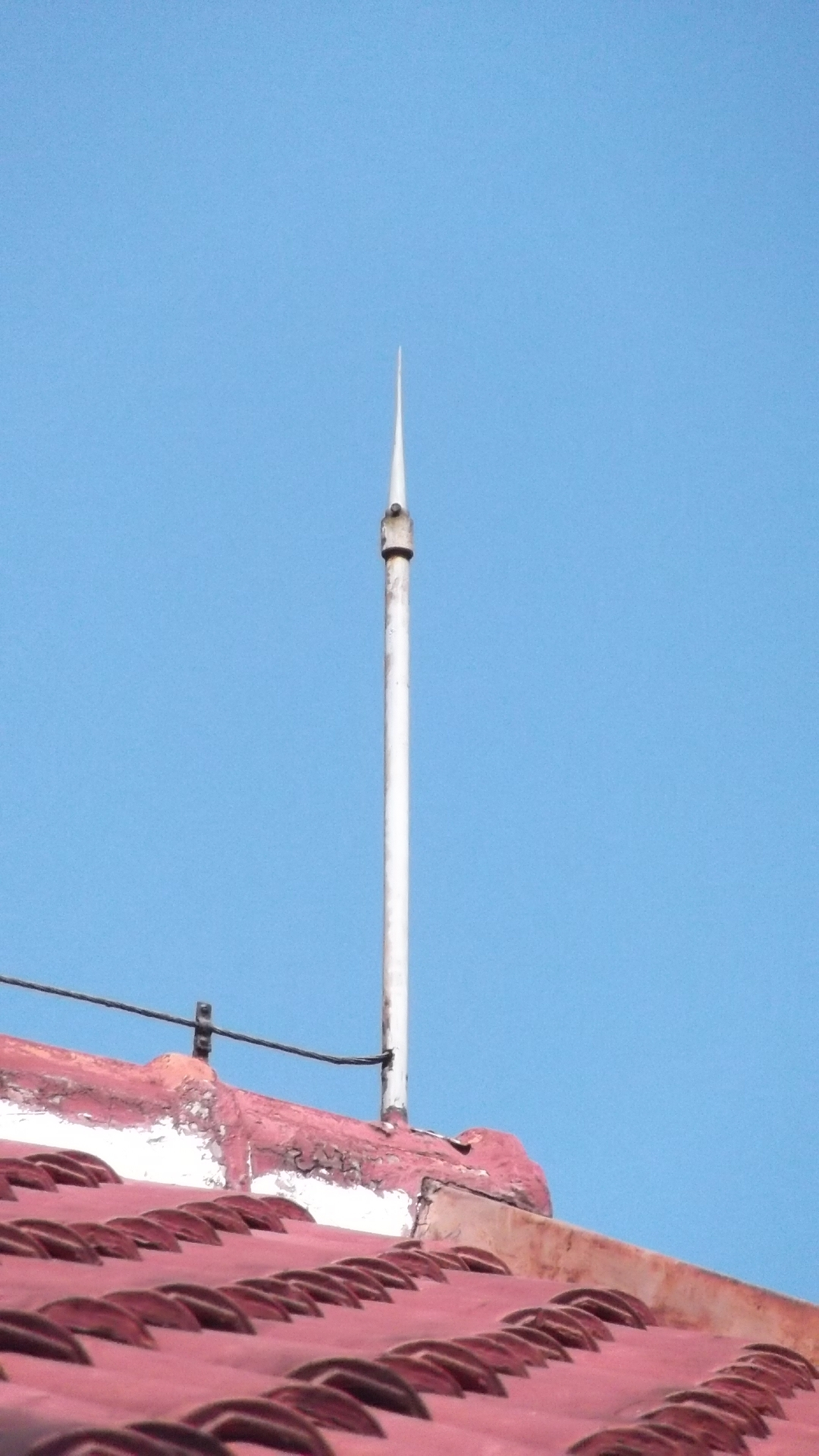
Portátil. Zoom 10×, Zoom óptico 10×, 2MP a partir de 16MP máximo, ISO 800, 1/420, F/14.0, imagem nítida.
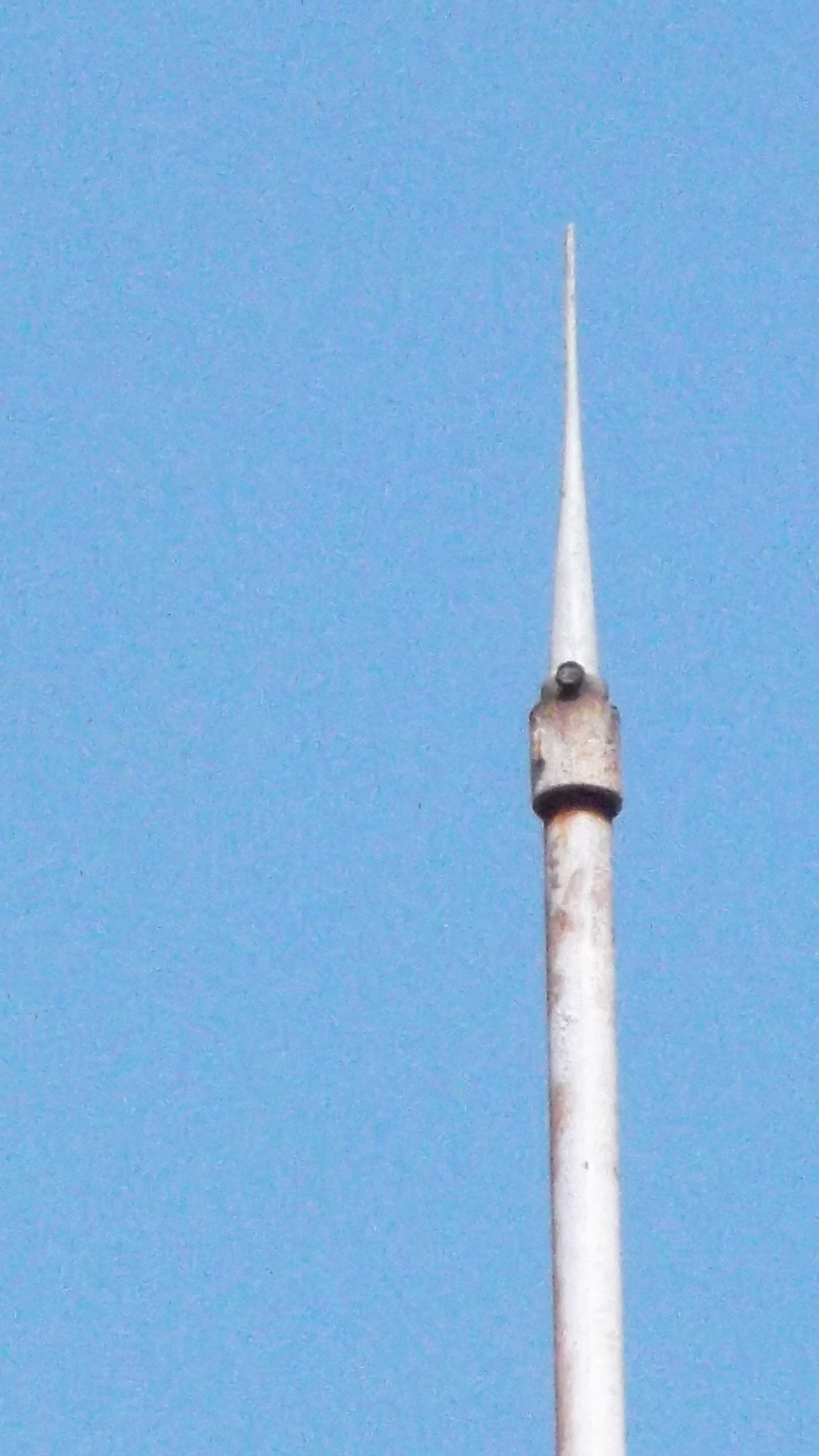
Portátil. Zoom 28×, zoom óptico 10× e zoom digital 2,8×, 2MP a partir de 16MP máximo, ISO 800, 1/420, F/14.0, zoom digital inicial deteriorado, imagem ainda nítida.
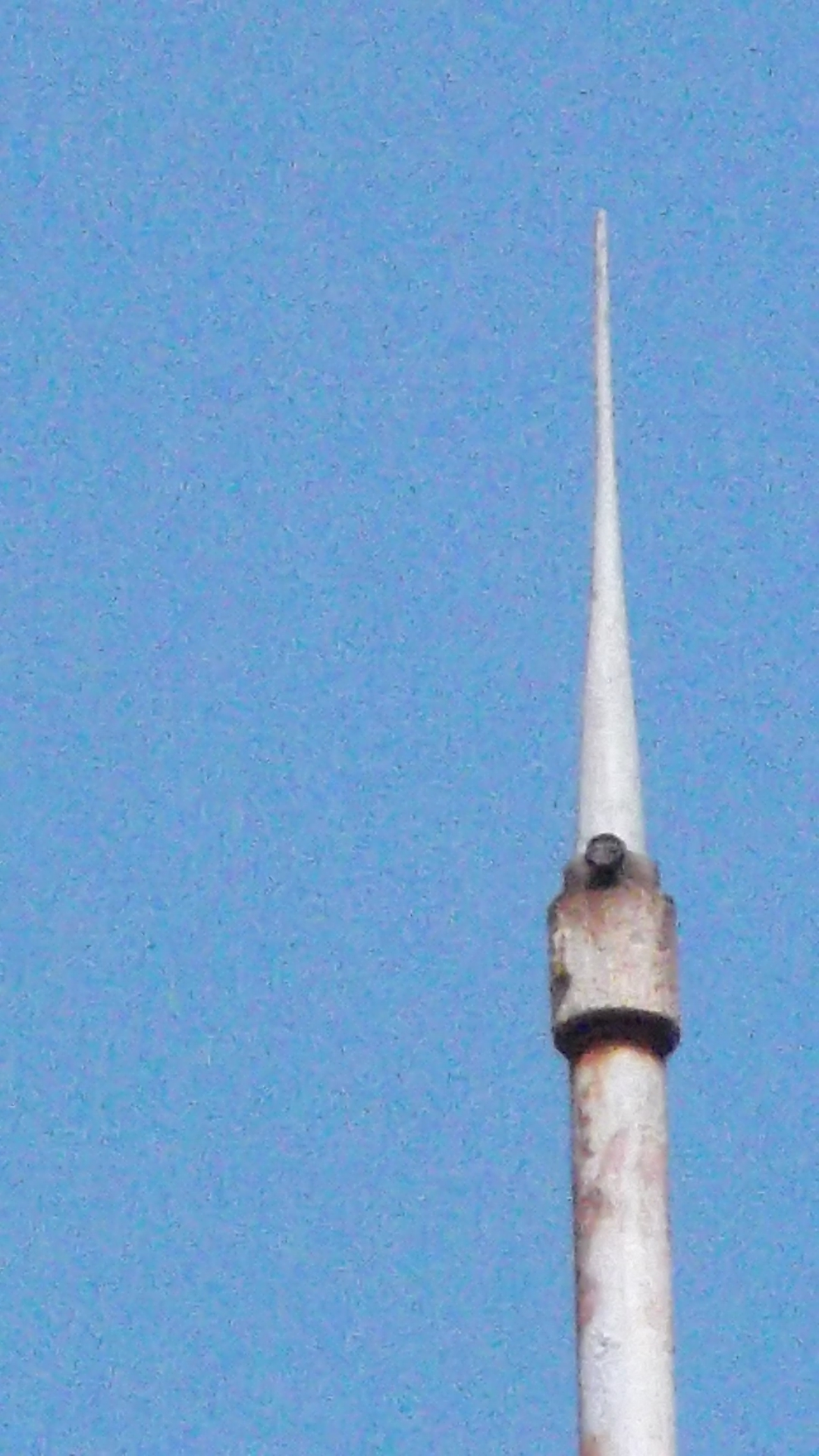
Portátil. Zoom 40×, zoom óptico 10× e zoom digital 4,0×, 2MP a partir de 16MP máximo, ISO 800, 1/500, F/14.0, a imagem ainda está nítida com algum ruído. A ampliação na zona de zoom digital deteriorada é de 40×: 28 = 1,4×.
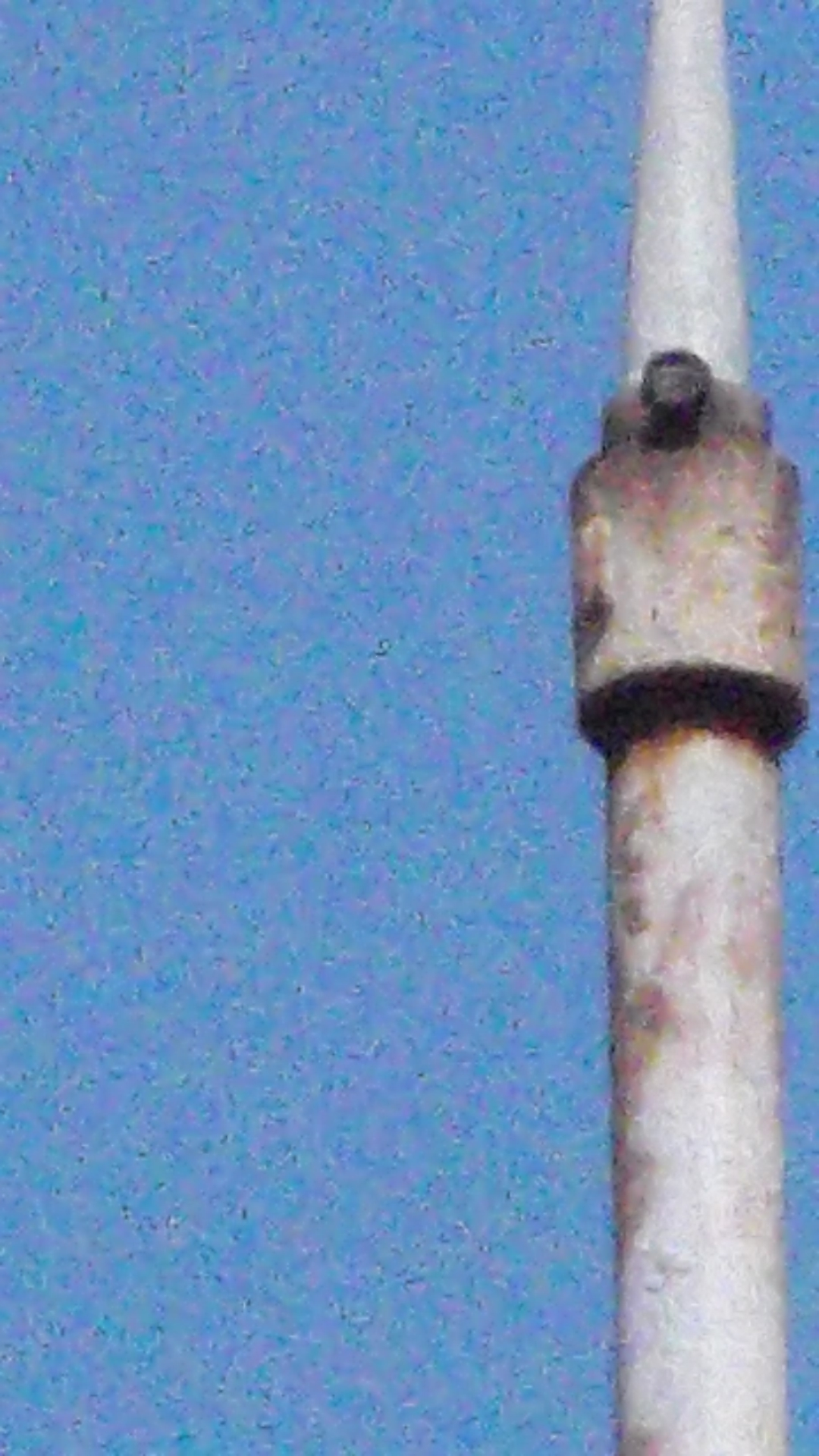
Portátil. Zoom 72×, zoom óptico 10× e zoom digital 7,2×, 2MP a partir de 16MP máximo, ISO 800, 1/640, F/14.0, mais ruído, mas os detalhes ainda são nítidos. A ampliação na zona de zoom digital deteriorada é de 72×: 28 = 2,6×.
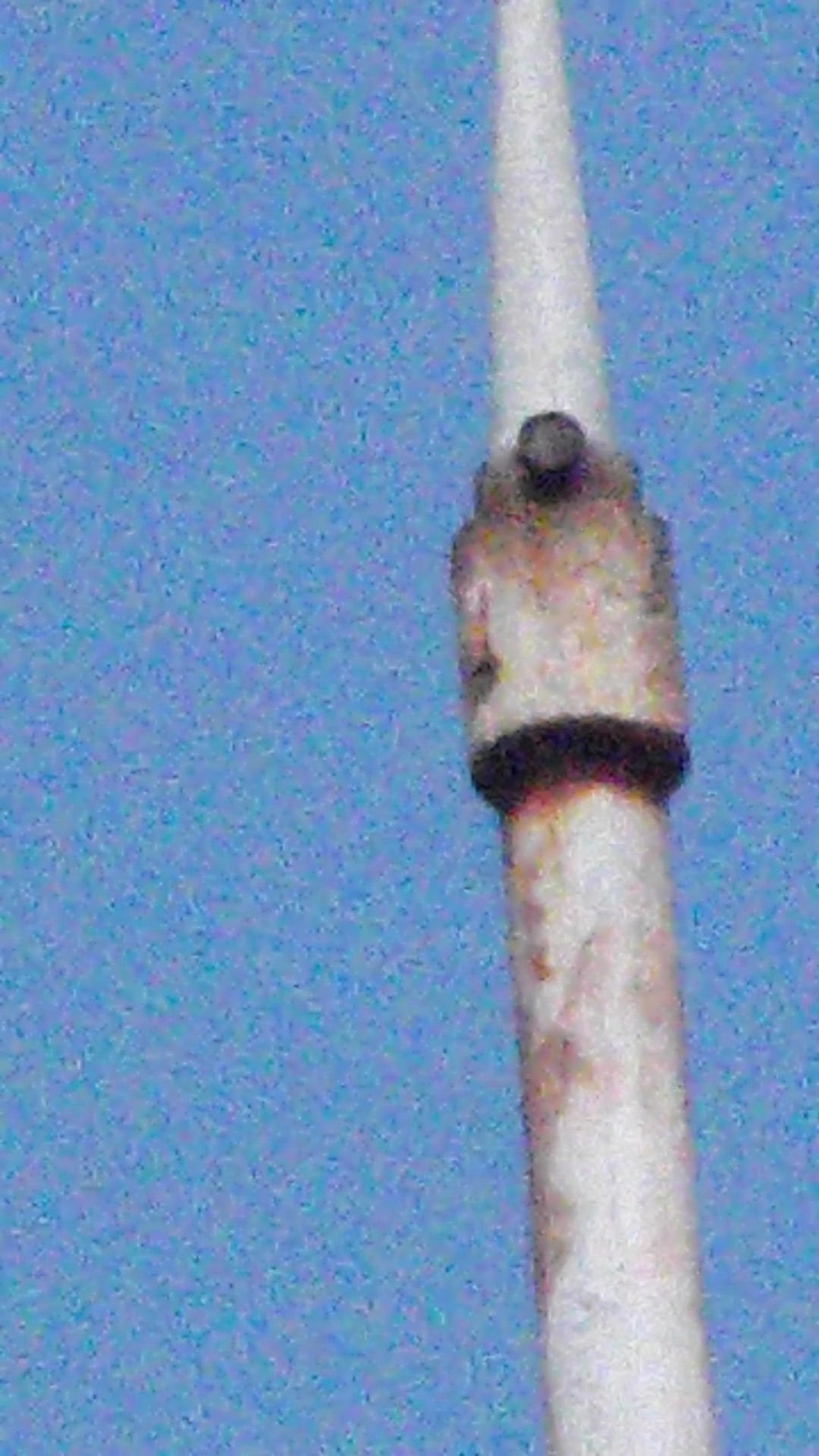
Portátil. Zoom 72×, zoom óptico 10× e zoom digital 7,2× tirados em resolução total 16MP, mas redimensiona para 2MP para upload, ISO 800, 1/680, F/14.0, mais ruído, mas os detalhes são mais nítidos. A ampliação na zona de zoom digital deteriorada é de 72×: 10 = 7,2×, quanto maior o número, pior a imagem.

O zoom híbrido é um conceito usado em smartphones que aproveita o zoom óptico, o zoom digital e o software para obter melhores resultados ao aumentar o zoom além das capacidades físicas da lente. Smartphones com zoom óptico têm lentes com ampliação de 3× ou 5×. Tentar aumentar o zoom além desse limite pode resultar em perda de qualidade, pois a câmera muda para o zoom digital, embora o zoom híbrido possa atenuar isso. Muitas câmeras, incluindo câmeras de telefones celulares, também empregam zoom digital sem perdas para gravação de vídeo usando a resolução extra do sensor de imagem para corte, aproveitando as resoluções de quadros de vídeo usadas, muitas vezes significativamente abaixo da resolução disponível dos sensores de imagem.
Isso significa que, por exemplo, se implementado corretamente pelo hardware e software da câmera, um sensor de imagem de 2160p permitiria zoom digital sem perdas de até 2× para gravação de vídeo de 1080p, 3× para vídeo de 720p e 4,5× para vídeo de 480p usando o corte do sensor de imagem.
Os termos entre os fabricantes de câmeras e sensores de imagem são "Smart Zoom" (Sony), "Safe Zoom" (Canon), "Sensor Crop" (Cisco) e "Intelligent Zoom" (Panasonic e outros). Existem também câmeras com funções de zoom digital de até 7,2× e Smart Zoom com zoom total de aproximadamente 30× (zoom óptico de 20× e zoom digital de 1,5×) para resolução total de 7MP a partir de 16MP, e também zoom total de 144× (zoom óptico de 20× e zoom digital de 7,2×) para VGA 640x480.

## Estética
Os fotógrafos podem usar o zoom digital propositalmente para dar a aparência de baixa fidelidade característica das imagens que ele produz. A aparência de baixa qualidade nas fotografias pode ser usada intencionalmente para sugerir descuido por parte do fotógrafo e uma sensação de franqueza na fotografia.